# ФК Пуста река
ФК Пуста река је фудбалски клуб из Бојника, Србија и тренутно се такмичи у Јабланичкој окружној лиги, петом такмичарском нивоу српског фудбала. 
2024. године, ФК Пуста Река је освојила куп ФС РИС. Освајањем купа пласирали су се у претколо купа ФСС у којој је дочекала екипу Трепче из Косовске Митровице, од које је поражена у пенал серији 1:1(3:5).